# 일본의 텔레비전 드라마 목록
다음은 일본의 텔레비전 드라마 목록이다. 정렬 순서는 가나다순과, 일본어의 오십음도 순이 있다.

## 방송사
- 분류:닛폰 TV의 드라마
- 분류:NHK의 텔레비전 드라마
- 분류:TV 도쿄의 텔레비전 드라마
- 분류:TV 아사히의 텔레비전 드라마
- 분류:TBS의 텔레비전 드라마
- 분류:후지 TV 드라마
- 분류:WOWOW의 텔레비전 드라마

## 가나다순
- 일본의 텔레비전 드라마 목록/ㄱ
- 일본의 텔레비전 드라마 목록/ㄴ
- 일본의 텔레비전 드라마 목록/ㄷ
- 일본의 텔레비전 드라마 목록/ㄹ
- 일본의 텔레비전 드라마 목록/ㅁ
- 일본의 텔레비전 드라마 목록/ㅂ
- 일본의 텔레비전 드라마 목록/ㅅ
- 일본의 텔레비전 드라마 목록/ㅇ
- 일본의 텔레비전 드라마 목록/ㅈ
- 일본의 텔레비전 드라마 목록/ㅊ
- 일본의 텔레비전 드라마 목록/ㅋ
- 일본의 텔레비전 드라마 목록/ㅌ
- 일본의 텔레비전 드라마 목록/ㅍ
- 일본의 텔레비전 드라마 목록/ㅎ

## 기타
- 일본의 텔레비전 드라마 목록/연대별